# كريستوفر إف. كلارك
كريستوفر إف. كلارك (بالإنجليزية: Christopher F. Clark)‏ هو مؤرخ أمريكي، ولد في 1953.